# Melanchroia corvaria
Melanchroia corvaria là một loài bướm đêm trong họ Geometridae.